# 879 (szám)
A 879 (római számmal: DCCCLXXIX) egy természetes szám, félprím, a 3 és a 293 szorzata.

## A szám a matematikában
A tízes számrendszerbeli 879-es a kettes számrendszerben 1101101111, a nyolcas számrendszerben 1557, a tizenhatos számrendszerben 36F alakban írható fel.
A 879 páratlan szám, összetett szám, azon belül félprím, kanonikus alakban a 31 · 2931 szorzattal, normálalakban a 8,79 · 102 szorzattal írható fel. Négy osztója van a természetes számok halmazán, ezek növekvő sorrendben: 1, 3, 293 és 879.
Gyaníthatóan Lychrel „mag”-szám.
A 879 négyzete 772 641, köbe 679 151 439, négyzetgyöke 29,64793, köbgyöke 9,57921, reciproka 0,0011377. A 879 egység sugarú kör kerülete 5522,91989 egység, területe 2 427 323,289 területegység; a 879 egység sugarú gömb térfogata 2 844 822 895,2 térfogategység.